# Listă de filme britanice din 1990
Aceasta este o listă de filme britanice din 1990:

## Lista
| Titlu                               | Regizor              | Distribuție                                   | Gen                | Note                                                     |
| ----------------------------------- | -------------------- | --------------------------------------------- | ------------------ | -------------------------------------------------------- |
| 1871                                | Ken McMullen         |                                               |                    | Screened at the 1990 Cannes Film Festival                |
| American Dream                      | Barbara Kopple       |                                               | Documentary        | With the US - Academy Award for Documentary Feature win  |
| The Big Man                         | David Leland         | Kenny Ireland, Liam Neeson                    | Drama              |                                                          |
| Bullseye!                           | Michael Winner       | Michael Caine, Roger Moore                    | Comedy             |                                                          |
| Chicago Joe and the Showgirl        | Bernard Rose         | Kiefer Sutherland, Emily Lloyd, Liz Fraser    | Crime/drama        |                                                          |
| The Children                        | Tony Palmer          | Ben Kingsley, Kim Novak, Britt Ekland         | Drama              |                                                          |
| The Comfort of Strangers            | Paul Schrader        | Natasha Richardson, Christopher Walken        | Drama              | Screened at the 1990 Cannes Film Festival                |
| Dancin' thru the Dark               | Mike Ockrent         | Ben Murphy, Con O'Neill                       | Comedy             |                                                          |
| The Field                           | Jim Sheridan         | Richard Harris, John Hurt                     | Drama              | Co-production with the Republic of Ireland               |
| The Fool                            | Christine Edzard     | Derek Jacobi, Cyril Cusack                    | Drama              |                                                          |
| Fools of Fortune                    | Pat O'Connor         | Iain Glen, Julie Christie                     | Drama              |                                                          |
| The Garden                          | Derek Jarman         | Tilda Swinton, Johnny Mills                   | Drama              | Entered into the 17th Moscow International Film Festival |
| Hamlet                              | Franco Zeffirelli    | Mel Gibson, Glenn Close                       | Drama              |                                                          |
| Hidden Agenda                       | Ken Loach            | Frances McDormand, Brian Cox                  | Political thriller | Won the Jury Prize at Cannes                             |
| I Hired a Contract Killer           | Aki Kaurismäki       | Jean-Pierre Léaud, Margi Clarke               | Drama              |                                                          |
| Killing Dad                         | Michael Austin       | Richard E. Grant, David Austin                | Comedy             |                                                          |
| The Krays                           | Peter Medak          | Martin Kemp, Gary Kemp, Billie Whitelaw       | Crime biopic       |                                                          |
| Life is Sweet                       | Mike Leigh           | Alison Steadman, Jim Broadbent, Jane Horrocks | Comedy drama       |                                                          |
| Memphis Belle                       | Michael Caton-Jones  | Matthew Modine, Eric Stoltz                   | World War II drama |                                                          |
| Mister Frost                        | Philippe Setbon      | Jeff Goldblum, Alan Bates                     | Thriller           |                                                          |
| Nuns on the Run                     | Jonathan Lynn        | Eric Idle, Robbie Coltrane,                   | Comedy             |                                                          |
| Rosencrantz & Guildenstern Are Dead | Tom Stoppard         | Gary Oldman, Tim Roth, Richard Dreyfuss       | Literary drama     |                                                          |
| The Sheltering Sky                  | Bernardo Bertolucci  | Debra Winger, John Malkovich                  | Drama              | Co-production with Italy                                 |
| Silent Scream                       | David Hayman         | Iain Glen                                     |                    | Glen won the Silver Bear for Best Actor at Berlin.       |
| Treasure Island                     | Fraser Clarke Heston | Charlton Heston, Christian Bale, Oliver Reed  | Adventure          |                                                          |
| Truly, Madly, Deeply                | Anthony Minghella    | Juliet Stevenson, Alan Rickman                | Fantasy romance    |                                                          |
| Vroom                               | Beeban Kidron        | Diana Quick, Clive Owen                       | Drama              |                                                          |
| The Witches                         | Nicolas Roeg         | Jasen Fisher, Anjelica Huston                 | Fantasy            |                                                          |